# 自衛隊用語
自衛隊用語（じえいたいようご）とは、防衛省内部や日本の安全保障の分野において使われている用語。特に、各国軍や旧日本軍で使われている用語と同義であるが、自衛隊独自の異なる単語をあてているものをさす。

## 概要
自衛隊用語を英語など外国語に翻訳する際には、旧日本軍の軍事用語と同じになるように翻訳されることが多い。普通科＝Infantry（直訳は歩兵）、特科＝Artillery（直訳は砲兵）、施設科＝Engineer（軍事用語としての直訳は工兵）などの表現が使われている。一方、中国語や朝鮮語に翻訳する際は、漢字が統一されていない例も多い。一般に大佐と訳される単語は、自衛隊では1佐（大中小の字は用いない。准将相当級は存在しない）、中国人民解放軍では上校、韓国軍では大領（대령）と書く。

## 例
自衛隊用語と旧日本軍用語も含む一般的な用語の対応例を示す。
| 自衛隊用語                                       | 旧日本軍用語も含む一般的な用語                                                                       | 備考 |
| ------------------------------------------------ | --- | --- |
| 防衛（および国防）                               | 軍事・軍備（および国防）                                                                             | 他国軍の活動については「軍事」も用いる。 |
| 防衛費                                           | 軍事費・国防費                                                                                       | |
| 防衛力                                           | 軍事力                                                                                               | |
| 防衛技術                                         | 軍事技術                                                                                             | |
| 防衛装備                                         | 武器、兵器                                                                                           | 武器輸出三原則は防衛装備移転三原則に置き換えられた。 |
| 防衛用                                           | 軍用                                                                                                 | |
| 防衛産業、防衛企業                               | 軍需産業、軍需企業                                                                                   | |
| 特定秘密（旧防衛秘密）                           | 軍事機密                                                                                             | |
| 防衛省（旧防衛庁）                               | 陸軍省、海軍省、空軍省、国防省                                                                       | 但し国防省の訳は慣例上のものであり、原語の逐語訳が「防衛省」に近い国も多い。 |
| 地方防衛局                                       | 特に無し                                                                                             | 但し諸外国にはRegional Defense Bureau・Regional Bureau of Defenseに相当する機関はない。 |
| 防衛大学校、幹部候補生学校                       | 陸軍士官学校、海軍兵学校                                                                             | いわゆる士官学校 |
| 幹部学校指揮幕僚課程                             | 陸軍大学校、海軍大学校甲種学生                                                                       | 諸外国の軍大学・国防大学にあたる。 |
| 防衛大臣（旧防衛庁長官）                         | 兵部大臣（旧）、陸軍大臣（陸軍）、海軍大臣（海軍）、国防大臣 、国防長官                              | |
| 自衛隊員                                         | 軍人、軍属、文官                                                                                     | 文官は特に『背広組』と呼ばれる。 |
| 自衛官                                           | 兵士を含む軍人または武官                                                                             | 『制服組』とも呼ばれる。 |
| 幹部、士官                                       | 幹部、士官、将校                                                                                     | 幹部という言葉は旧軍でも用いられ、士官は海上自衛隊で現在も使用されている。 |
| △△幕僚長                                         | 参謀総長（幕僚長、軍令部長）                                                                         | △に統合・陸上・海上・航空が入る。日露戦争に備えて制定された「戦時大本営条例」（明治36年勅令第293号）では、大本営に幕僚を置き、参謀総長及び海軍軍令部長は「幕僚長」と呼称された。以降、日本陸海軍では幕僚とは、参謀のみならず、司令部に置かれて指揮官を補佐する各部門の責任者たるスタッフを指すものとされていた。 |
| △△幕僚長たる○将 - （一般の）○将 - ○将補          | 大将 - 中将 - 少将、つまり将軍、提督                                                                 | △に統合・陸上・海上・航空、○に陸・海・空が入る。2010年、准将の階級を新たに置く計画と共に大将・中将・少将の呼称の復活も検討されたが実現せずに終わった。ただし、外国軍隊の将官の人事バランスに対応した措置は取られている。 |
| 一等○佐（1佐） - 二等○佐（2佐） - 三等○佐（3佐） | 大佐 - 中佐 - 少佐                                                                                   | ○に陸・海・空が入る。 |
| 一等○尉（1尉） - 二等○尉（2尉） - 三等○尉（3尉） | 大尉 - 中尉 - 少尉                                                                                   | ○に陸・海・空が入る。 |
| 准○尉                                            | 准尉、兵曹長（旧）（海軍）                                                                           | ○に陸・海・空が入る。 |
| ○曹長                                            | | ○に陸・海・空が入る。 |
| 一等○曹（1曹）                                   | 曹長（陸軍）、上等兵曹（海軍は兵科各部により呼称が異なる）                                           | ○に陸・海・空が入る。 |
| 二等○曹（2曹）                                   | 軍曹（陸軍）、一等兵曹(旧)（海軍）                                                                   | ○に陸・海・空が入る。 |
| 三等○曹（3曹）                                   | 伍長（陸軍）、二等兵曹（海軍）                                                                       | ○に陸・海・空が入る。 |
| ○士長                                            | 上等兵                                                                                               | ○に陸・海・空が入る。 |
| 一等○士（1士） - 二等○士（2士）                  | 一等兵 - 二等兵                                                                                      | ○に陸・海・空が入る。 |
| 医官                                             | 軍医（医官という呼称もあり）                                                                         | |
| 予備自衛官、即応予備自衛官                       | 予備役軍人                                                                                           | 予備自衛官はどちらかと言えば海軍の予備員制度に近い。 |
| 退職自衛官                                       | 退役軍人（旧軍には終身官制度あり）                                                                   | 自衛隊では『退役』ではなく『退職』を用いる。 |
| 自衛隊                                           | 軍隊または軍                                                                                         | 国防軍（National defence force / Defence force）または防衛軍（Defence force）と名乗る軍隊もある。自民党の2012年憲法改正草案には自衛隊の改称後の名称として「国防軍」が明記されている。 |
| 陸上自衛隊                                       | 陸軍                                                                                                 | |
| 海上自衛隊                                       | 海軍                                                                                                 | |
| 航空自衛隊                                       | 空軍                                                                                                 | 近年は宇宙領域を活動範囲にしている部隊（例えば日本の宇宙作戦隊）や陸海空に続く軍種「宇宙軍」も登場している。 |
| 幕僚                                             | 幕僚および参謀                                                                                       | |
| 統合幕僚監部                                     | 統合参謀本部（大本営、海軍軍令部・海軍参謀本部）                                                     | |
| 陸上幕僚監部                                     | 陸軍省、陸軍参謀本部                                                                                 | |
| 海上幕僚監部                                     | 海軍省、海軍軍令部、海軍作戦本部                                                                     | |
| 総監                                             | 司令官                                                                                               | |
| 方面隊                                           | 軍                                                                                                   | 「軍隊」ではないのが建前の自衛隊には軍団・軍集団や方面軍など「軍」のつく編成単位がなく、方面隊（軍）が属するのはすぐに総隊（総軍）となる。 |
| 隊群                                             | 戦隊                                                                                                 | |
| 職種                                             | 兵科                                                                                                 | 諸兵科連合は「諸職種連合」、諸兵科連合部隊は「諸職種連合部隊」と呼ぶ。 |
| 普通科                                           | 歩兵科                                                                                               | |
| 特科                                             | 砲兵科                                                                                               | |
| 施設科                                           | 工兵科                                                                                               | |
| 武器科                                           | 技術科                                                                                               | |
| 通信科                                           | 通信科                                                                                               | |
| 衛生科                                           | 衛生科                                                                                               | |
| 航空科                                           | 航空科                                                                                               | |
| 輸送科・需品科・会計科                           | 輜重兵科、主計科                                                                                     | |
| 音楽科、音楽隊                                   | 軍楽隊、軍楽部                                                                                       | |
| 化学科                                           | 化学兵（旧軍に化学科に相当する兵種区分なし）                                                         | |
| 警務科 - 警務官                                  | 憲兵科                                                                                               | 「警務」という単語は戦前にも存在し、台湾総督府警察の州警務部などがあった。 |
| 支援戦闘機                                       | 攻撃機、戦闘爆撃機                                                                                   | 戦闘機の万能化により区別する必要が無くなったため、支援戦闘機は戦闘機に一本化された。 |
| 対戦車ヘリコプター                               | 攻撃ヘリコプター                                                                                     | |
| 戦闘ヘリコプター                                 | 攻撃ヘリコプター                                                                                     | |
| 戦車                                             | 戦車                                                                                                 | 保安隊時代および1962年（昭和37年）1月までは「特車」という言葉が使われた。「特車」は輸送車や指揮官車、放水車などの警察の「特殊車両」に由来。現在は警視庁警備部が装備している「特型警備車（略称：特車）」との混同を避けるため、｢戦車」に改称されている。 |
| 装甲車                                           | 装甲兵員輸送車                                                                                       | 自衛隊では特に60式や73式など装軌車（キャタピラ）のものを基本形と位置づけ、装輪車（タイヤ）は「96式装輪装甲車」として区別し、また装軌の装甲兵員輸送車に重武装の戦闘力を付与したものに当たる歩兵戦闘車を「装甲戦闘車」と位置づけている。 |
| 装甲戦闘車                                       | 歩兵戦闘車                                                                                           | 自衛隊に歩兵科は存在せず、「普通科」にしているため。また、自衛隊は事実上の歩兵戦闘車である「89式装甲戦闘車」の略称をAFVではなくFV=戦闘車としている。 |
| 特大型運搬車                                     | 戦車運搬車（タンクトランスポーター）                                                                 | ただし実態上は戦車に限らず、同等以上の大きさがある装甲戦闘車や自走りゅう弾砲などの運搬にも用いられる。アメリカ軍でも1970年代以後現在はHeavy Equipment Transporter（重装備運搬車）と呼称する。 |
| 自衛艦                                           | 軍艦                                                                                                 | |
| 護衛艦                                           | 航空母艦・ヘリ空母・巡洋艦・駆逐艦・フリゲート（自衛隊ではこれらをまとめて「護衛艦」と呼称している） | |
| ヘリコプター搭載護衛艦                           | 航空母艦・ヘリ空母                                                                                   | ヘリコプター搭載駆逐艦の意だが、最新鋭のいずも型護衛艦とひゅうが型護衛艦は空母様の全通甲板をもつ。 当初、自民党の国防部会では「防御型空母」の呼称が検討されたが、連立与党である公明党が「空母はダメだ」と反発し、次いで「多用途運用母艦」の呼称が自民党から提言されたが、公明党側が「『母艦』というのは空母を連想させる」という理由で反対し、一度は「多用途運用護衛艦」で自公は一致した。しかしその後の自公の確認書では「多機能のヘリコプター搭載護衛艦として従事する」とされており、「多用途運用護衛艦」の呼称は撤回され、艦種記号も「DDH」のままとなった。 |
| 輸送艦                                           | 輸送艦または揚陸艦                                                                                   | 日本海軍でも揚陸能力を持つ艦船を「輸送艦」と呼んだ。 |
| 情報収集衛星                                     | 偵察衛星                                                                                             | |
| 自衛隊歌 - 隊歌                                  | 軍歌                                                                                                 | 現在でも「陸軍分列行進曲」「軍艦行進曲」などが公式にそのまま使用されている（または多少の仕様変更がされている）。 |
| 自衛隊旗 - 隊旗                                  | 軍旗                                                                                                 | |
| 自衛艦旗                                         | 軍艦旗                                                                                               | |
| 有事                                             | 下は分隊同士の武力衝突レベルから上は最終局面の戦争まで全て                                           | |
| 部隊行動基準                                     | 交戦規定                                                                                             | |
| 対象国                                           | 仮想敵国                                                                                             | |
| 処理する                                         | 火力などをもって敵兵を無力化すること                                                                 | |
| 状況                                             | 訓練、演習                                                                                           | 訓練を開始・終了する際に「状況開始」・「状況終了」の掛け声が入る。掛け声以外では訓練、演習の語も使用される。 |
| 対抗部隊                                         | 敵、または演習の際の仮想敵                                                                           | |
| 防衛駐在官                                       | 駐在武官                                                                                             | |